# Діонісій Паризький
Діонісій Пари́зький (лат. Dionysius Parisiensis, фр. Saint Denis, «Сен-Дені»; ? — 250 (258, 270)) — римський християнський священик, святий, мученик. Перший єпископ Паризький (Лютеційський). Народився в Італії, Римська імперія. Арештований в ході гонінь на християн за правління імператора Деція. Страчений за відмову зректися Ісуса Христа разом із Рустієм й Елевтерієм. Загинув на Монмартрі, в Лютеції (Париж), Римська імперія. Герой багатьох християнських переказів. За легендою після усічення голови узяв її й пройшов декілька миль, продовжуючи проповідувати. Похований у місцевості, де згодом постало абатство і місто Сен-Дені. Вшановується у католицьких, православних і деяких протестантських церквах. В живописі та іконописі зображується у вигляді єпископа із відсіченою головою. День вшанування — 9 жовтня. Патрон Франції та Парижа.

## Житіє

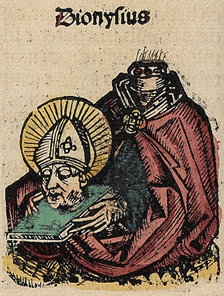
Діонісій («Нюрнберзька хроніка», 1493)

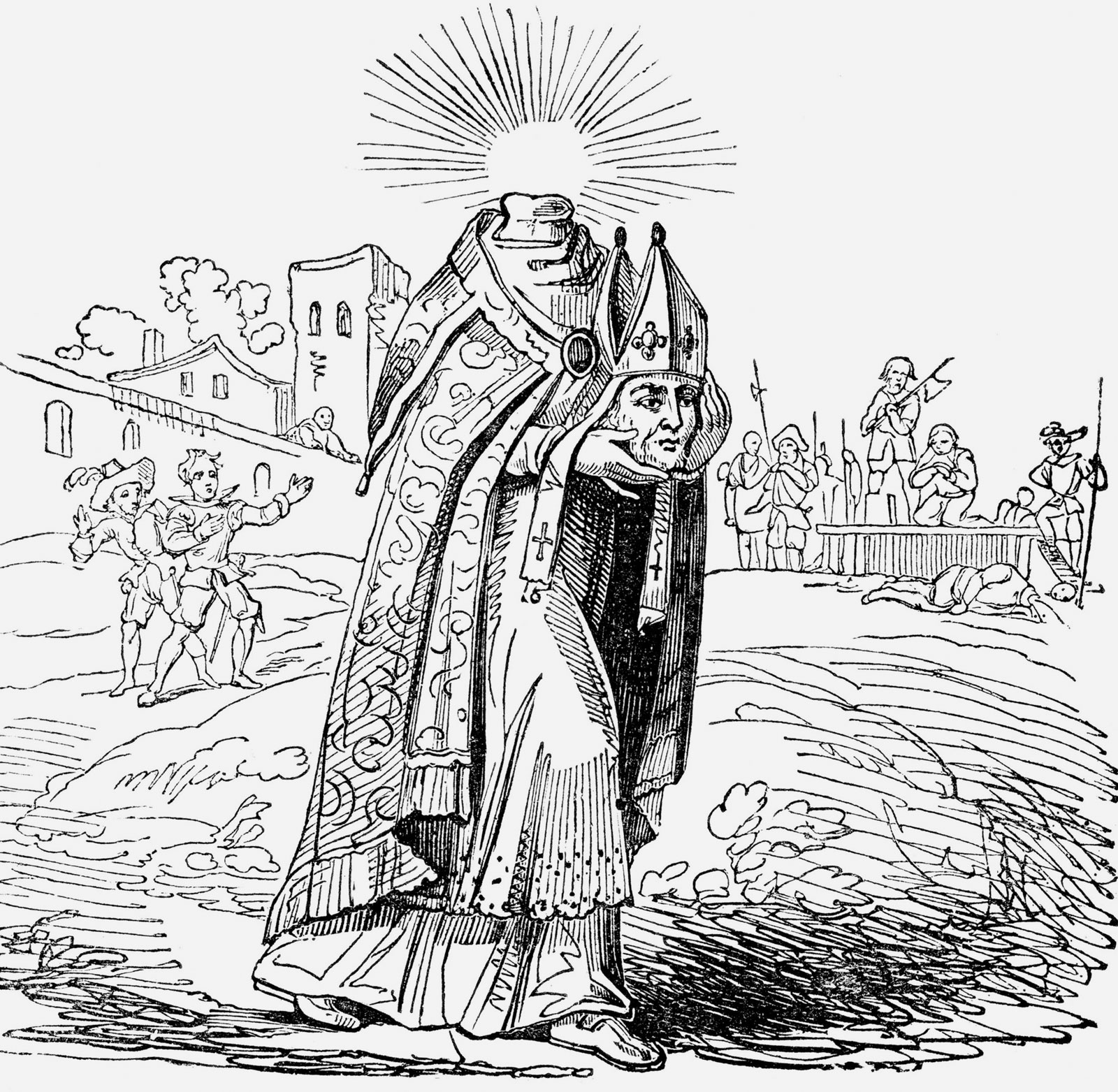
Діонісій (дереворит, 1826)

Найстаршим зі збережених життєписів святого є «Страсті святих Діонісія, Рустика і Елевферія» (лат. Passio SS. Dionysii Rustici et Eleutherii), які датують 600 роком. Про святого Діонісія згадує також Григорій Турський, історик і святий VI століття.
За переказами, Діонісій проповідував християнство в Римі, а потім в німецьких землях і в Іспанії. Його супроводжували пресвітер Рустік, святий Рієль та диякон Елевферій. Потім Діонісій і його сподвижники почали проповідувати в Галлії. Діонісій, згідно з переказами, став першим єпископом Лютеції (Парижа). Під час переслідування християн язичницькою владою, всі три проповідники були схоплені і ув'язнені. На ранок мученики були знеголовлені на вершині Монмартра (нині в межах Парижа). За переказом, знеголовлений Діонісій взяв свою голову, пройшов з нею до храму кілька кілометрів і тільки там впав мертвий. Благочестива жінка Катулла поховала останки мученика. Саме у зв'язку зі стратою трьох святих ця гора і отримала свою сучасну назву (фр. Montmartre — гора мучеників).

## Шанування
Шанування святого почалося в Галлії практично відразу ж після його смерті. Житіє святої Женев'єви повідомляє, що над могилою святого Діонісія церква була побудована вже в V столітті. Пізніше на цьому місці виросло абатство Сен-Дені.
Святий Діонісій вважається одним з покровителів Парижа, в католицизмі входить до числа Чотирнадцяти святих помічників. День 9 жовтня, як свято пам'яті святого Діонісія, шанується в Західній церкві з кінця VIII століття. Офіційно він включений до Загального римського календаря 1568 року папою Пієм V.
На Сході святого Діонісія шанують після VIII століття. У IX столітті майбутній константинопольський патріарх Мефодій склав житіє святого Діонісія грецькою мовою, доповнивши його переказом про мученицьку кончину святого Діонісія в Парижі. Святитель Димитрій Ростовський склав житія святих церковнослов'янською мовою і використовував як грецькі, так і латинські джерела. У його «Житіях» на день 3 жовтня міститься опис діяльності святого Діонісія в Афінах і його подвигів на Заході. Православні шанують святого 3 жовтня за юліанським календарем або 3 жовтня за новим стилем.

## Ототожнення Діонісія Паризького з Діонісієм Ареопагітом
За давніми західними передання, що сходять від думки Хілдуіна, абата монастиря Сен-Дені в IX столітті, Діонісій Паризький є не ким іншим, як Діонісієм Ареопагітом, про якого говориться в книзі Діянь апостолів. За цим переказом, підкоряючись одкровення, він залишив на афінської кафедрі свого наступника Публія і прийшов до Риму. І вже з Риму, за дорученням римського єпископа Климента, вирушив з Рустиком і Елевферій в Галію.
Питання про ототожнення двох Діонісіїв — Паризького і Афінського був предметом дискусії церков про апостольське походження.

## Патрон
- Німеччина: Зіттензен, Крефельд
- Франція: вся країна; Париж.

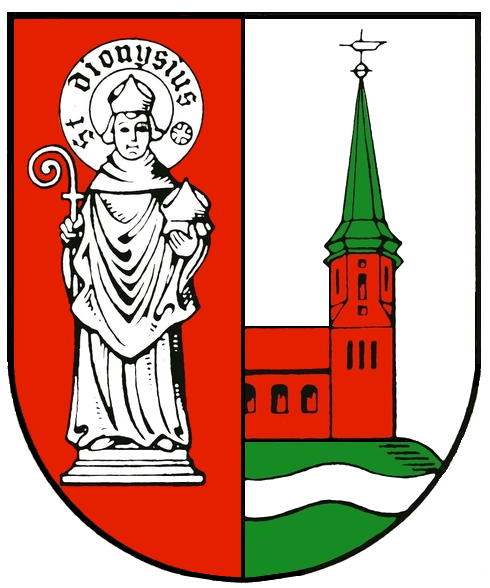
Зіттензен
Крефельд